# Cyornis olivaceus
Cyornis olivaceus е вид птица от семейство Muscicapidae. Видът е незастрашен от изчезване.

## Разпространение
Разпространен е в Бруней, Китай, Индонезия, Малайзия, Мианмар и Тайланд.